# 包锡宦
包锡宦（1932年9月—2023年1月28日），山东福山人，中国人民解放军正军职离休干部、原海军航空兵副政委。

## 生平
包锡宦1949年2月入伍，1950年3月加入中国共产党。历任班长、副排长、分队长、副大队长，大队副政委、政委，团政治处主任、副政委、政委，师政治部主任、政委，海军北海舰队航空兵政委等职。
2023年1月28日，包锡宦因病于青岛逝世，享年90岁。讣告刊登在4月23日的《解放军报》。